# Kasper Boogaard
Kasper Boogaard, né le 29 janvier 2006 à Texel aux Pays-Bas, est un footballeur néerlandais qui évolue au poste de milieu défensif à l'AZ Alkmaar.

## Biographie

### En club
Né à Texel aux Pays-Bas, Kasper Boogaard est formé par l'AZ Alkmaar. Le 7 juillet 2022, il signe son premier contrat professionnel avec le club.
Il fait ses débuts en professionnel avec le Jong AZ, l'équipe réserve du club, jouant son premier match le 5 février 2024 contre Roda JC. Il entre en jeu et son équipe l'emporte par un but à zéro

### En sélection
Il est sélectionné avec l'équipe des Pays-Bas des moins de 19 ans pour participer au championnat d'Europe en 2025. Les Pays-Bas se qualifient ensuite pour la finale du tournoi en battant la Roumanie par trois buts à un,.

## Palmarès
Pays-Bas -19 ans